# گارمن
گارمن (به بلغاری: Garmen) یک منطقهٔ مسکونی در بلغارستان است که در استان بلاگووگراد واقع شده‌است.
 گارمن  ۱٬۹۳۱ نفر جمعیت دارد و ۶۰۵ متر بالاتر از سطح دریا واقع شده‌است.